# Barrantes (Ribadumia)
San Andrés de Barrantes (oficialmente y en gallego, Santo André de Barrantes) es una parroquia que se localiza en el concello de Ribadumia. Según el padrón municipal de 2009, contaba con 1410 habitantes (744 mujeres y 666 hombres), distribuidos en 19 entidades de población, lo que supone un aumento en relación con el año 1999, cuando tenía 992 habitantes.
En la parroquia se celebra, desde 1973, la Festa do viño tinto do Salnés.

## Lugares
La parroquia posee 19 entidades de población.